# Rudno (stacja kolejowa)
Rudno (ukr. Рудне) – stacja kolejowa we Lwowie, w obwodzie lwowskim, na Ukrainie.